# Barbara Blida
Barbara Maria Blida z domu Szwajnoch (ur. 3 grudnia 1949 w Siemianowicach Śląskich, zm. 25 kwietnia 2007 tamże) – polska polityczka, w latach 1989–2005 posłanka na Sejm X, I, II, III i IV kadencji, minister gospodarki przestrzennej i budownictwa w latach 1993–1996.

## Życiorys

### Wykształcenie i działalność zawodowa
Ukończyła w 1976 studia na Wydziale Inżynierii Sanitarnej Politechniki Śląskiej w Gliwicach. Od 1968 do 1977 pracowała jako specjalistka ds. bezpieczeństwa i higieny pracy w Zakładach Azotowych w Chorzowie, następnie do 1993 zajmowała stanowisko naczelnego inżyniera w Przedsiębiorstwie Budownictwa Węglowego „Fabud”. W 2001 objęła stanowisko prezesa J.W. Construction. Od 2003 publikowała felietony w „Dzienniku Zachodnim”.

### Działalność polityczna
W latach 1969–1990 należała do Polskiej Zjednoczonej Partii Robotniczej, następnie (do 1999) do Socjaldemokracji Rzeczypospolitej Polskiej, a od 1999 do Sojuszu Lewicy Demokratycznej.
W 1985 była wpisana na listę kandydatów do Sejmu PRL IX kadencji z okręgu Sosnowiec. Od 1989 do 2005 sprawowała mandat posłanki na Sejm X, I, II, III i IV kadencji. W lipcu 2004 wystąpiła z klubu parlamentarnego SLD i została posłanką niezrzeszoną. W wyborach parlamentarnych w 2005 bez powodzenia ubiegała się o mandat senatora z ramienia Sojuszu Lewicy Demokratycznej w okręgu katowickim.
Od 1993 do 1996 w gabinetach Waldemara Pawlaka, Józefa Oleksego i Włodzimierza Cimoszewicza pełniła funkcję ministra gospodarki przestrzennej i budownictwa, a po tzw. reformie centrum w 1997 objęła funkcję prezesa Urzędu Mieszkalnictwa i Rozwoju Miast.

## Śmierć

### Okoliczności śmierci

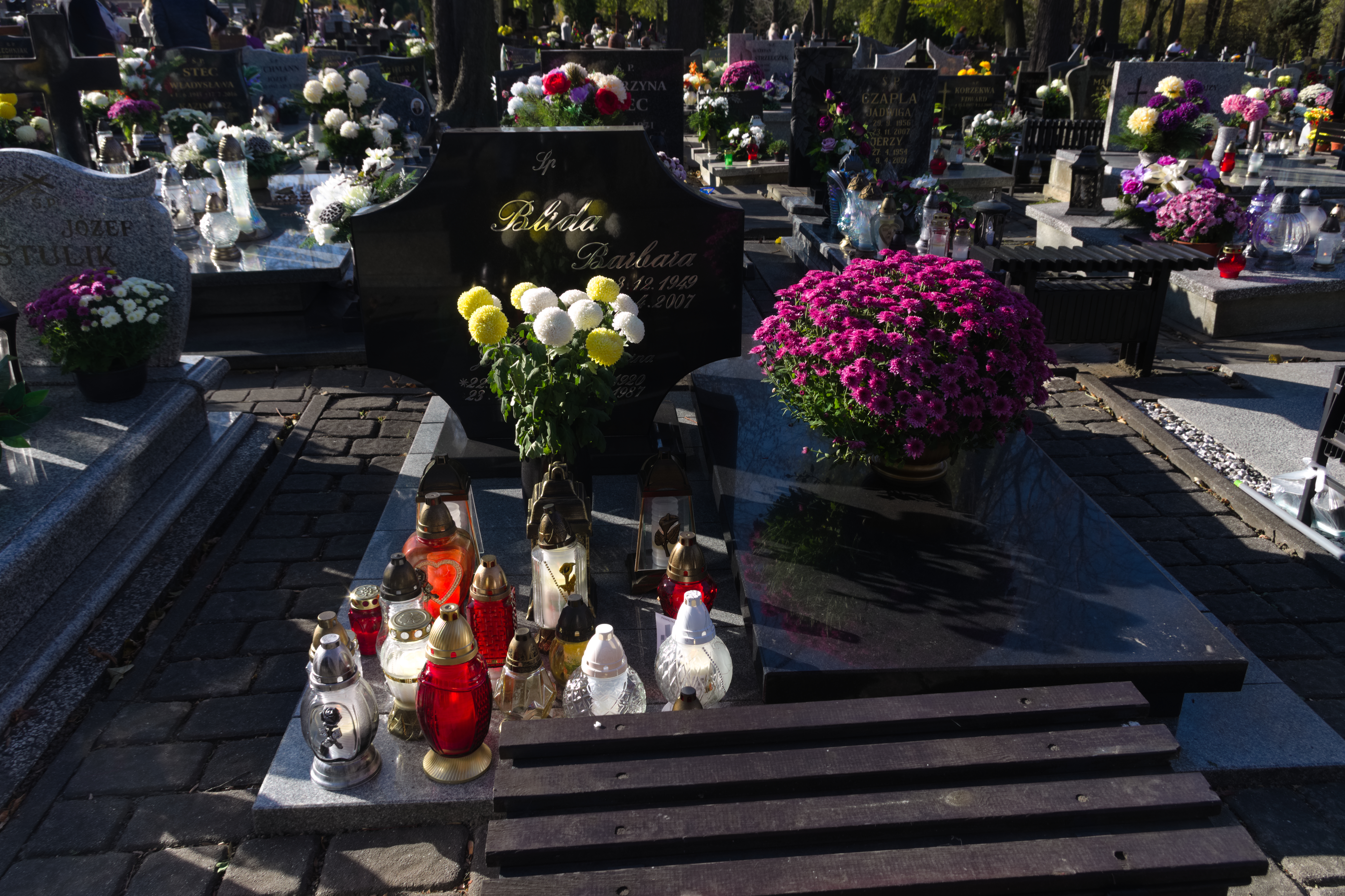
Grób Barbary Blidy na cmentarzu w Siemianowicach Śląskich

Barbara Blida popełniła samobójstwo 25 kwietnia 2007. Postrzeliła się śmiertelnie w klatkę piersiową podczas czynności jej zatrzymania i przeszukania jej domu w Siemianowicach Śląskich przeprowadzanych przez funkcjonariuszy Agencji Bezpieczeństwa Wewnętrznego. Podczas działań ABW była posłanka poprosiła o możliwość skorzystania z toalety, gdzie wyjęła z szafki rewolwer Astra 680, z którego się postrzeliła. Została pochowana pięć dni później na cmentarzu parafialnym w Michałkowicach w Siemianowicach Śląskich.
Nakaz zatrzymania Barbary Blidy wydał prokurator okręgowy w Katowicach na podstawie relacji Barbary Kmiecik, mających dotyczyć powiązań korupcyjnych. Według prokuratorów Barbara Blida była podejrzewana o pomocnictwo w przekazaniu łapówki w śledztwie związanym z tzw. mafią węglową. W śledztwie pojawił się także wątek finansowania kampanii prezydenckiej Aleksandra Kwaśniewskiego w 1995 oraz wątek dotyczący Polskiego Towarzystwa Węglowego (założonego przez Andrzeja Szarawarskiego z SLD i Barbarę Kmiecik), które korupcyjnymi metodami miało forsować korzystne dla siebie zapisy w prawie o pośrednictwie handlu węglem.
Okoliczności śmierci byłej posłanki pozostawały niejasne. W krytycznej chwili z Barbarą Blidą przebywała funkcjonariuszka ABW. Film stanowiący nagranie z akcji rejestruje jedynie wejście funkcjonariuszy ABW do domu Blidów oraz rozmowę z mężem Barbary Blidy.

### Działania zmierzające do wyjaśnienia okoliczności śmierci
25 kwietnia 2007 Sejm zażądał w trybie pilnym informacji rządu na temat okoliczności śmierci Barbary Blidy. Podczas wieczornego posiedzenia wyjaśnień i odpowiedzi na pytania posłów udzielał minister-koordynator służb specjalnych Zbigniew Wassermann i minister sprawiedliwości Zbigniew Ziobro. Sejm informacji rządu na temat okoliczności śmierci byłej posłanki nie przyjął.
26 kwietnia 2007 w Zakładzie Medycyny Sądowej Śląskiej Akademii Medycznej w Katowicach przeprowadzono sekcję zwłok Barbary Blidy, która wykazała, że przyczyną śmierci był postrzał w klatkę piersiową.
Sąd Rejonowy w Katowicach 4 października 2007, rozpatrując zażalenie na zatrzymanie Barbary Blidy złożone przez pełnomocników procesowych jej rodziny, pozostawił je bez rozpoznania, wskazując, iż śmierć osoby zatrzymanej uniemożliwia merytoryczne rozpoznanie zażalenia na zatrzymanie oraz unicestwia pełnomocnictwa pełnomocników powołanych jeszcze za jej życia. Pełnomocnikiem rodziny Blidów został m.in. Leszek Piotrowski. 5 listopada tego samego roku grupa posłów SLD złożyła u marszałka Sejmu projekt uchwały powołującej sejmową komisję śledczą ds. zbadania okoliczności śmierci byłej minister.
Okoliczności zdarzeń, do których doszło w domu Barbary Blidy, były badane, po ich wydzieleniu do osobnego śledztwa 10 listopada 2009, przez Prokuraturę Okręgową w Łodzi, która na podstawie zebranych dowodów, nie znalazła podstaw do stwierdzenia, by po śmierci Barbary Blidy zacierane były ślady i dowody, związane ze zdarzeniem. Łódzka prokuratura uznała również, że nie doszło do niedopełnienia obowiązków ze strony funkcjonariuszy publicznych realizujących zadania związane z zabezpieczeniem i oględzinami miejsca zdarzenia oraz oględzinami zwłok
Uchwałą Sejmu z 19 grudnia 2007 powołano komisję śledczą do zbadania okoliczności śmierci Barbary Blidy. Przewodniczącym komisji został Ryszard Kalisz z SLD. 21 kwietnia 2008 rozpoczęło się przesłuchanie pierwszego świadka w tej sprawie.
W czerwcu 2024 prokurator generalny Adam Bodnar powołał Zespół doradców do zbadania działań podejmowanych przez prokuraturę w związku ze śmiercią Barbary Blidy, mający opracować tzw. białą księgę dotyczącą śmierci posłanki.

### Film
W 2010 nakręcony został fabularyzowany film dokumentalny Wszystkie ręce umyte. Sprawa Barbary Blidy, poświęcony okolicznościom śmierci Barbary Blidy (scenariusz i reżyseria: Sylwester Latkowski i Piotr Pytlakowski). W rolę polityk wcieliła się Adrianna Biedrzyńska.

## Wyniki w wyborach ogólnopolskich
| Wybory | Komitet wyborczy  | Komitet wyborczy                          | Organ             | Okręg           | Wynik           |
| ------ | ----------------- | ----------------------------------------- | ----------------- | --------------- | --------------- |
| 1989   |                   | Polska Zjednoczona Partia Robotnicza      | Sejm X kadencji   | nr 38           | 39 048 (25,15%) |
| 1989   | 32 269 (47,54%)   | Polska Zjednoczona Partia Robotnicza      | Sejm X kadencji   | nr 38           |                 |
| 1991   |                   | Sojusz Lewicy Demokratycznej              | Sejm I kadencji   | nr 36           | 12 427 (2,73%)  |
| 1993   | Sejm II kadencji  | Sojusz Lewicy Demokratycznej              | nr 16             | 35 729 (6,89%)  |                 |
| 1997   | Sejm III kadencji | Sojusz Lewicy Demokratycznej              | nr 16             | 82 329 (15,83%) |                 |
| 2001   |                   | Sojusz Lewicy Demokratycznej – Unia Pracy | Sejm IV kadencji  | nr 31           | 80 035 (22,26%) |
| 2005   |                   | Sojusz Lewicy Demokratycznej              | Senat VI kadencji | nr 30           | 91 297 (27,35%) |

## Odznaczenia i wyróżnienia
W 2005, za wybitne zasługi dla rozwoju budownictwa, za działalność państwową i publiczną, została odznaczona przez prezydenta Aleksandra Kwaśniewskiego Krzyżem Kawalerskim Orderu Odrodzenia Polski. W 1989 wyróżniona Srebrnym Krzyżem Zasługi.
Pośmiertnie w 2012 nadano jej honorowe obywatelstwo Siemianowic Śląskich.